# Вулькано
Вулькано (італ. Isola di Vulcano, сиц. Vurcanu) — маленький вулканічний острів у Тірренському морі, Італія. Розташований за 25 км на північ від Сицилії, це найпівденніший з Ліпарських островів. Острів має площу 21 км², висота острова 499 метри. Острів є вулканічний масив з декількома кратерами, один з яких — діючий (один з чотирьох діючих вулканів Італії). Останнє виверження на Вулькано відбулося в 1888-1890 роках. На острові є фумароли.

## Геологія

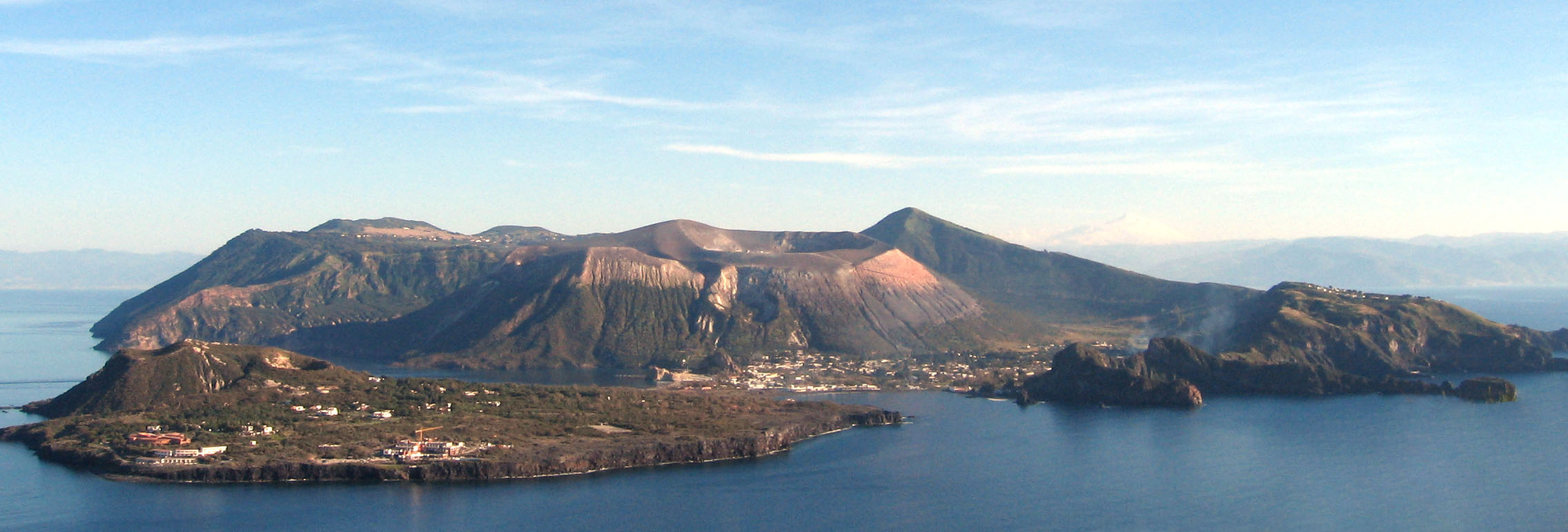
Вид на Вулькано з сусіднього острова Ліпарі

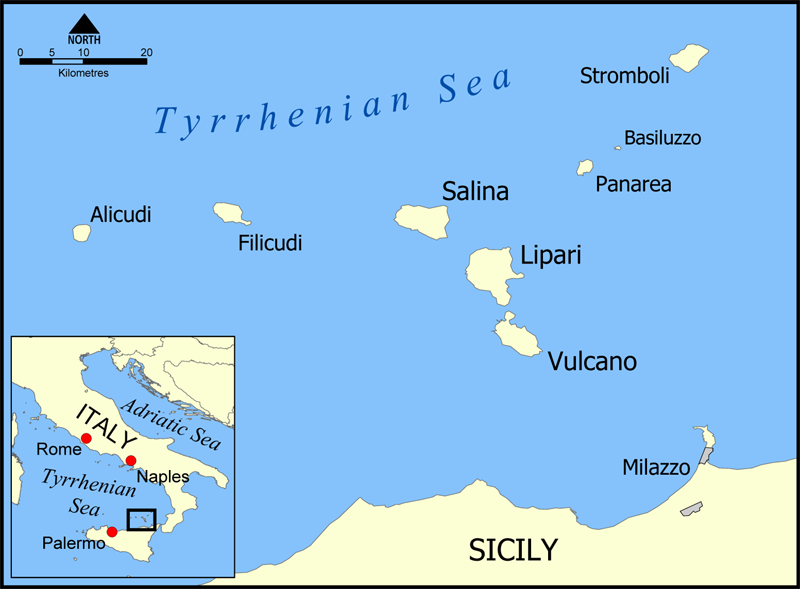
Вулькано і Ліпарські острови

Вулканічна активність у регіоні та поява острова обумовлені рухом Африканської плити на північ та її колізією з Євразійською плитою.

## Рельєф
Рельєф острова складний. Південна частина острова найпіднесеніша. На ній розташовані старі конуси стратовулканів — гори Монте-Арія (499 м, найвища точка острова), Монте-Сарак (481 м) і Монте-Лючія (188 м).
У центральній частині острова підноситься вулканічний конус Фосса, на вершині якого розташований великий кратер. За останні 6000 років через великий кратер Фосса було мінімум 7 великих вивержень, останнє відбулось в 1888-1890 роках.
У північній частині острова знаходиться гора Вулканелло (123 м), яка з'єднана з рештою острова вузьким перешийком. Перешийок під час шторму заливає водою. Вулканелло з'явився як окремий острів після виверження в 183 р. до н. е. Після виверження 1553 року потоки лави з Вулькано утворили вузький перешийок і Вульканелло став півостровом.

## Історія
У грецькій міфології острів був домом бога вітрів Еола. Римляни вірили, що острів є кузнею бога Вулкана. З часів Стародавнього Риму острів був джерелом будівельних матеріалів - каменю та деревини, на острові були видобуток сірки та галунів. Аж до кінця XIX століття видобуток сірки було основним промислом жителів острова.
По об'єднанні Італії в 1860 році британець Джеймс Стівенс купив північну частину острова і побудував віллу. Він закрив розробки сірки і галунів і на родючих вулканічних ґрунтах острова розбив виноградники. Виноград острова використовувався для виготовлення вина Мальвазія.

## ХХІ сторіччя
На початок ХХІ сторіччя на острові живе 470 чоловік (2008). Жителі зайняті в основному обслуговуванням туристів. Острів розташований всього в декількох хвилинах ходу на судні на підводних крилах від сусіднього острова Ліпарі, на якому розташовано декілька готелів та кав'ярень. Вулькано приваблює туристів своїми пляжами, гарячими джерелами і сірчаними грязьовими ваннами.